# Cefalàlgia de Horton
La cefalàlgia (o cefalea) histamínica de Horton o, senzillament, cefalàlgia (o cefalea) de Horton, o cefalàlgia arraïmada, també coneguda com a dolor facial nasogènic, o cefalalgia en brots o en agrupamentso per la seua traducció anglesa (cluster headache) és una cefalàlgia extremadament intensa, debilitant, no pulsàtil, que sol afectar un sol costat del cap o de la cara entorn l'ull cada cop que es produeix. També es coneix popularment com a "cefalàlgia suïcida", referint-se al dolor i desesperació del pacient, que en algunes ocasions acaba per suïcidar-se. El seu estudi depèn de la neurologia.

## Prevalença i epidemiologia
S'estima que la seva prevalença en la població general és d'un 0,1%.Mentre que la migranya es diagnostica més sovint a dones, la cefalea de Horton és més comuna entre la població masculina, en una raó d'entre 4:1 i 7:1. És més freqüent entre els 20 i els 50 anys. Aquesta diferència entre sexes està disminuint, però no sé sap si això es deu a l'augment de la prevalença entre les dones o a un millor diagnòstic de forma global.
La latitud té un paper important en la cefalàlgia de Horton, essent més comú a les zones més allunyades de l'equador. Probablement aquesta diferència es deu a la major variabilitat a la longitud del dia.

## Clínica
Es caracteritza per un mal de cap unilateral molt intens que típicament apareix a intervals regulars d'entre 24 i 48 hores durant determinats períodes (dos o tres mesos), desapareixent la resta de l'any. Això no obstant, els períodes d'activitat i remissió poden variar segons les persones: hi ha malalts que la pateixen de forma crònica durant tot l'any, i n'hi ha que tenen períodes de remissió d'uns quants anys. Apareixen freqüentment durant la son o al despertar al matí.
Generalment s'associen amb llagrimeig i rinorrea aquosa (cauen gotes del nas) i poden, como altres cefalàlgies, acompanyar-se de fotofòbia o sonofòbia i nàusees tot i que, contràriament a la migranya, no cursen amb alteracions visuals no altres símptomes neurològics (aura). Al contrari que altres cefalàlgies, la cefalàlgia de Horton sol acompanyar-se d'agitació. La literatura mèdica descriu el dolor com el més intens que un ésser humà pot arribar a patir sense perdre la consciència. És, per tant, una malaltia profundament incapacitant, donat que impedeix al malalt realitzar qualsevol activitat durant l'atac (que dura entre ½ i 3 hores) i deixa seqüeles com ara esgotament i depressió. És un important factor de risc de suïcidi.
La cefalàlgia de Horton apareix bruscament a una edat que oscil·la entre l'adolescència i la joventut i sovint desapareix bruscament de la mateixa manera quan el pacient arriba al voltant dels 70 anys. No es coneixen les seues causes, però sembla que estan relacionades amb els ritmes circadiaris i algunes alteracions de l'hipotàlem. La ingesta d'alcohol pot desencadenar atacs, i el consum de tabac durant els atacs sol accentuar el dolor.

## Tractament
Els pacients amb cefalàlgies de Horton sovint passen anys abans no se'ls diagnostica correctament, ja que habitualment es confonen amb migranyes i altres cefalàlgies.
Mèdicament, les cefalàlgies de Horton són considerades benignes, però donat el dolor extrem que pateixen aquests pacients, un atac sever es tracta com una emergència mèdica. Donada la relativa infreqüència, alguns pacients poden no ser tractats correctament als serveis d'Urgències i ser confosos per pacients a la recerca de prescripcions mèdiques.
Les medicacions que s'utilitzen habitualment per tractar les cefalàlgies (els AINEs, com ara l'àcid acetilsalicílic o l'ibuprofè; i el paracetamol) típicament no milloren el dolor d'aquests pacients. Tampoc es beneficien de mecanismes de biofeedback, a diferència dels pacients amb cefalàlgia tensional o migranya.
Les medicacions utilitzades per tractar la cefalàlgia de Horton es classifiquen en dos grans grups. Els abortius intenten eliminar la crisi de dolor quan aquesta ja ha començat, i els profilàctics intenten disminuir el nombre de crisis i, per tant, la necessitat d'abortius.

### Tractament abortiu
Durant l'aparició d'una crisi, alguns pacients responen a la inhalació ràpida d'oxigen (12-15 litres per minut en una mascareta que no recirculi l'aire). Quan s'utilitza a l'inici de la crisi pot avortar-la fins i tot en 5 minuts. Una vegada que l'atac està en el seu punt màxim, l'oxigen té una utilitat més limitada.
Una alternativa és el tractament amb triptans, com ara el sumatriptan i el zolmitriptan. Donada l'aparició ràpida dels atacs, els triptans s'acostumen a prendre més per via subcutània que per via oral. Donada la vasoconstricció nasal que pateixen els pacients durant les crisi, els esprais nasals els són de poca utilitat.
Altres tractaments que s'han intentat, sense els resultats dels dos anteriors, són:
- Blocadors beta.
- Injeccions de botox al llarg del nervi occipital,[9] així com de sarapina.[10]
- Alguns pacients afirmen haver tingut èxit amb tractaments amb kudzu, però les evidències científiques són escasses.[11]
- La lidocaïna i altres anestèsics locals tòpics en esprai nasal podrien millorar el dolor[12] en pocs minuts, però el seu ús a llarg termini no es recomana pels possibles efectes secundaris.

### Tractament profilàctic
S'utilitzen una gran varietat de fàrmacs profilàctics, i la resposta dels pacients és molt variable. Les directrius europees actuals recomanen l'ús de blocadors dels canals de calci com ara el verapamil a una dosi de 240mg diaris. Els glucocorticoides com ara la prednisona també són efectius, així com la metilsergida, el liti o el topiramat. També s'han utilitzat altres fàrmacs com ara antipsicòtics, benzodiazepines, magnesi i melatonina.